# Nexus (professioneel worstelen)
De Nexus of New Nexus was een professioneel worstelstable dat actief was in de WWE op Raw. De groep bestond origineel uit acht 'rookies' (rekruten) van NXT-seizoen 1 en wisselde verscheidene keren van rooster.

## WWE

### Formatie
De Nexus bestond oorspronkelijk uit acht leden (Wade Barrett, David Otunga, Justin Gabriel, Heath Slater, Darren Young, Skip Sheffield, Michael Tarver en Daniel Bryan) van het eerste seizoen van NXT, maar Daniel Bryan verliet de groep nadat zijn contract met WWE werd beëindigd. De leider van The Nexus is CM Punk die de leidersrol overnam van WWE NXT seizoen 1 winnaar, Wade Barrett.

### 2010
Tijdens SummerSlam was er een 7 vs. 7 Tag Team Elimination match tussen Team WWE (John Cena, John Morrison, Chris Jericho, Edge, R-Truth, Bret Hart en Daniel Bryan) vs The Nexus (Wade Barett, Justin Gabriel, David Otunga, Heath Slater, Darren Young, Skip Sheffield en Michael Tarver). Michael Cole verklaarde Cena voor gek om voor Daniel Bryan te kiezen en niet voor Mr. Money in the bank The Miz. Daniel Bryan verving The Great Khali en keerde zo terug in de WWE. Team WWE versloeg de Nexus. Een avond later op Raw claimde Wade Barett dat de Nexus sterker was dan ooit. De onbekende Raw General Manager, die via een computer zijn stem laat horen, wilde weleens zien of The Nexus echt zo sterk was als ze zeiden. De General Manager organiseerde 7 matchen, waarin elk lid van Team WWE het moest opnemen tegen een lid van the Nexus. Aan het eind zei Wade Barett: If any member of The Nexus is not victorious tonight, they will be expiled from the group. John Cena was het enige lid van Team WWE die een lid van The Nexus had verslagen, namelijk Darren Young. Na de match werd Young afgeronseld door zijn eigen team. Zo bleven er nog zes worstelaars over in het team The Nexus.
Na een huisshow in Hawaï, bleven er nog maar vijf worstelaars over, doordat Skip Sheffield zijn enkel brak in een match tegen The Hart Dynasty. Tijdens Hell in a Cell was er een wedstrijd tussen Wade Barrett en John Cena. Als Cena de wedstrijd zou winnen, zou The Nexus uiteen moeten gaan, eens en voor altijd, maar als Cena zou verliezen moest hij zich aansluiten bij The Nexus. Dus dat gebeurde die avond. Totdat 2 onbekende mannen die ring instormden. De ene stoorde de scheidsrechter en de andere sloeg Cena met een object op zijn hoofd waardoor die bewusteloos was. Dit was de mogelijkheid die Barrett had om Cena te pinnen, en deed dat ook; Cena moest zich aansluiten bij The Nexus.
De volgende avond, op Raw opende The Nexus de avond. Ze genoten van het moment om Cena officieel lid te maken van de Nexus. Cena kwam opdagen en kreeg een N band toegedragen van Tarver. Van Slater kreeg hij een papier dat hij moest voorlezen. Hierna mocht Cena een tag team partner kiezen. Hij koos Tarver om het op te nemen tegen Evan Bourne en Mark Henry. Tarver begon de match tegen Evan Bourne. Ondertussen was Cena iets heel anders aan het doen, namelijk handtekeningen uitdelen aan de WWE Universe. Tarver werd hierdoor afgeleid en boos, en toen hij zich weer focuste kreeg hij een "Body Slam" van Mark Henry. Na de match ronselde Cena Tarver af met een "Attitude Adjustment" op de vloer. De General Manager was woedend hierom geworden en besloot een dreigement uit te sturen naar Cena. Cena zou worden ontslagen als hij zich niet zou gedragen en niet naar Wade Barret zou luisteren.

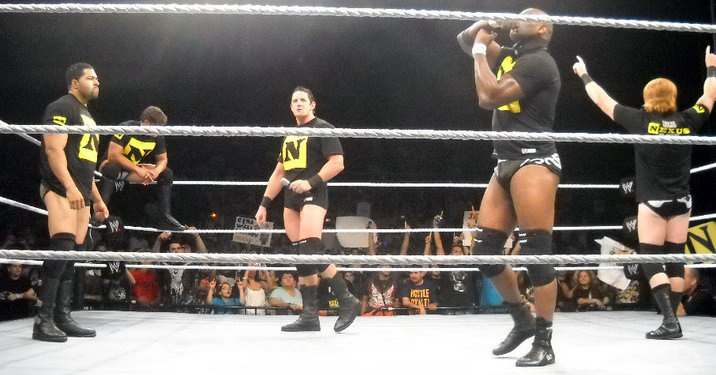
David Otunga, Justin Gabriel, Wade Barrett, Michael Tarver en Heath Slater

De Raw General Manager had voor Raw's Main Event een 20 Man Battle royal georganiseerd en de winnaar zou de "#1 Contender" voor de WWE Championship worden. Aan het eind waren er nog 4 man over: John Cena, Sheamus, Wade Barrett en John Morrison. Als eerst werd John Morrisson geëlimineerd en vervolgens Sheamus. Omdat Cena lid is van The Nexus, moest hij Barrett gehoorzamen. Barrett dwong Cena om zichzelf te elimineren, zodat Barrett zou winnen. Cena was hier zo boos om, dat hij bijna met Barrett begon te vechten. Maar Cena dacht aan zijn carrière en elimineerde zichzelf, waardoor Barrett won en "Nr. #1 contender" werd voor het WWE Championship tegen Randy Orton op Bragging Rights. Op Bragging Rights was een avond vol met kansen voor de Nexus. Aan het begin van de avond, kreeg de Nexus een kans om de WWE Tag Team Championship te winnen. Barrett stuurde David Otunga en het nieuwste lid van de Nexus, John Cena, om de titels naar de Nexus te halen, wat lukte. Later die avond, nam Barrett het op tegen Randy Orton voor het WWE Championship. Barrett dreigde richting Cena, dat als hij de match niet zou winnen, Cena ontslagen zou worden. Toen de scheidsrechter tijdens de match KO lag, kwamen Slater, Otunga en Gabriel om Barrett te helpen. Echter kregen ze daar niet echt de kans voor, omdat ze door Cena verjaagd werden. Hij had als verklaring, dat als de Scheidsrechter het gezien zou hebben, Barrett verloren zou hebben. Een paar minuten later leek het er op dat Randy Orton zou gaan winnen met een RKO, maar in plaats van een RKO, kreeg Barrett een Attitude Adjustment van John Cena. Hierdoor, werd Randy Orton gediskwalificeerd, en won Barrett. Hierdoor had Orton nog steeds zijn WWE Championship en werd Cena niet ontslagen omdat Barrett gewonnen had. Als gevolg van de diskwalificatie, ontvingen zowel Cena als Barrett een RKO van Orton.

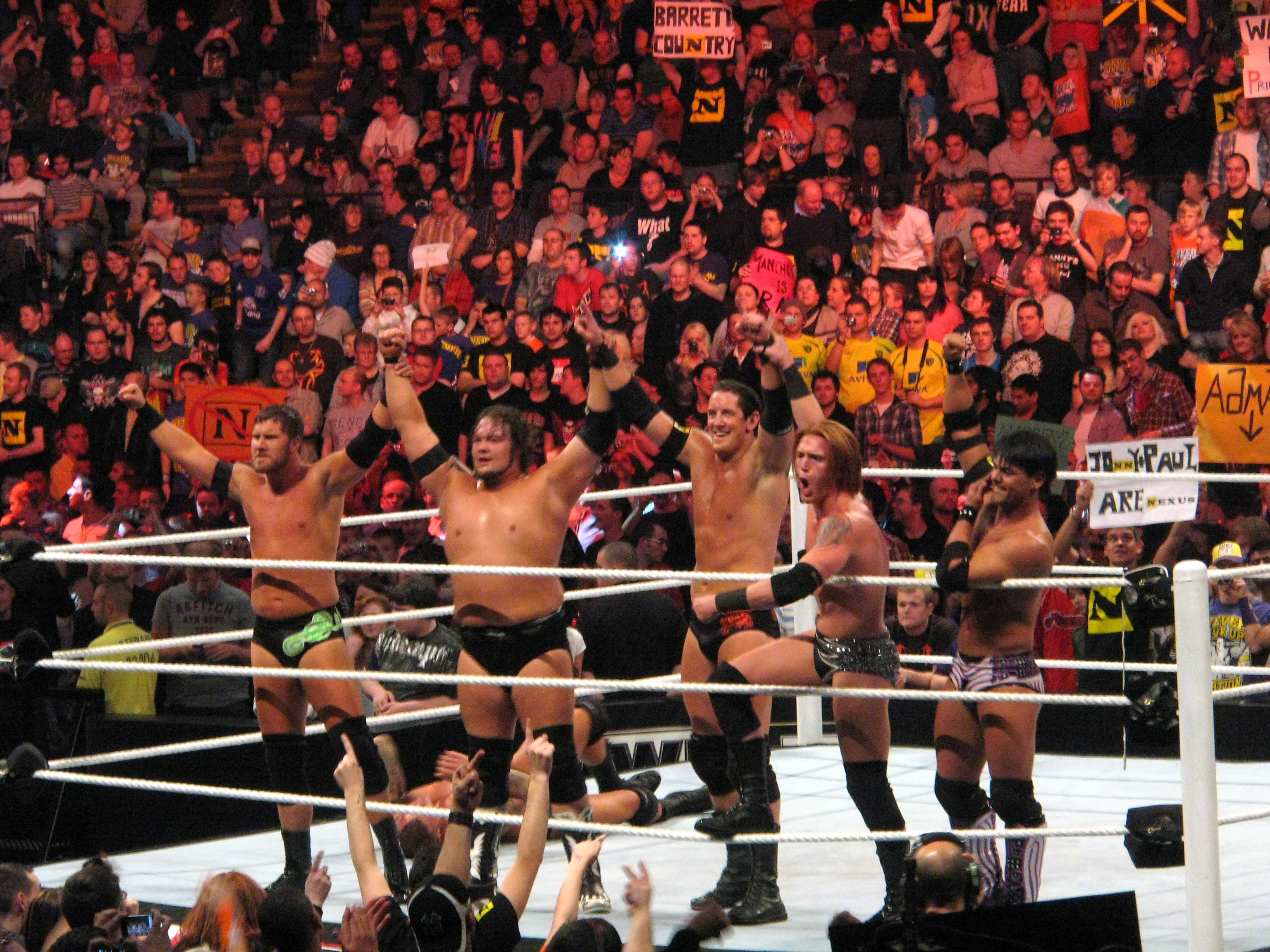
Michael McGillicutty, Husky Harris, Wade Barrett, Heath Slater en Justin Gabriel

### The New Nexus
Tijdens de aflevering van Raw op 3 januari 2011, moest Wade Barrett van CM Punk, de Steel Cage match winnen van Randy Orton en Sheamus om opnieuw leider worden van de groep. Barrett faalde en werd door The Nexus ontslagen, hierdoor werd CM Punk officieel de nieuwe leider. Zodoende vormde de groep de nieuwe naam: The New Nexus. Tijdens de aflevering van Raw, op 11 januari werden de leden door CM Punk, een proef opgelegd. Otunga, Harris en McGullicutty slaagden, terwijl Slater en Gabriel weigerden elkaar af te ranselen met bamboestokken, CM Punk had er genoeg van. Daarop stapten Slater en Gabriel op en bleef The New Nexus met 4 over. Tijdens een aflevering van Raw op 17 januari 2011, bij de match tussen John Cena (die terugkeerde na een heupblessure) en CM Punk, kwam Mason Ryan vanuit het publiek en viel CM Punk als eerste aan om daarna John Cena aan te vallen. De leden van The Nexus hielp CM Punk, maar de leider wilde Mason Ryan in zijn team toevoegen, waarop Ryan de Nexus-armband aanvaardde en zo lid werd van The New Nexus.
Op 23 mei 2011 wonnen Michael McGillicutty en David Otunga het WWE Tag Team Championship, door The Big Show en Kane te verslaan. Op Money in the Bank won CM Punk, de Nexus-leider, het WWE Championship door John Cena te verslaan. op diezelfde avond verliep het WWE-contract van CM Punk. Op 1 augustus 2011 worstelden McGillicutty en Otunga tegen Santino Marella en Zack Ryder. Bij de entree naar de ring droegen McGillicutty en Otunga geen NXT-armbanden en -kleding meer, ook werd dit niet meer geshowed op hun 'titantron' (dit is eigenlijk een Jumbotron, maar enkel in de WWE wordt dit zo genoemd, wegens hun toenmalige sponsor Titan Sports), wat ook het signaal aangaf dat de groep niet meer bestond.

## Leden
| Lid                  | Datum aanwerving | Datum ontslag    | Aantekeningen |
| -------------------- | ---------------- | ---------------- | --- |
| Wade Barrett         | 7 juni 2010      | 3 januari 2011   | Originele leider van The Nexus, maar later ten val gebracht door CM Punk. Richtte later The Corre op SmackDown |
| David Otunga         | 7 juni 2010      | 1 augustus 2011  | Enige lid dat de hele periode bij The Nexus heeft gediend |
| Justin Gabriel       | 7 juni 2010      | 10 januari 2011  | Verliet de groep en vergezelde The Corre op SmackDown |
| Heath Slater         | 7 juni 2010      | 10 januari 2011  | Verliet de groep en vergezelde The Corre op SmackDown |
| Darren Young         | 7 juni 2010      | 16 augustus 2010 | Werd verbannen van The Nexus, na het verliezen van een match tegen John Cena |
| Skip Sheffield       | 7 juni 2010      | 18 augustus 2010 | Legitiem zijn enkel gebroken en verliet de groep wegens niet meer actief |
| Michael Tarver       | 7 juni 2010      | 4 oktober 2010   | Verliet de groep door een liesblessure en mocht vrij vertrekken |
| Daniel Bryan         | 7 juni 2010      | 11 juni 2010     | Mocht vrij vertrekken, wegens dat zijn handelingen op Raw te gewelddadig werden geacht voor de WWE's TV-PG-programmering. In verhaallijn, uitgetrapt voor het tonen van berouw                                                   |
| John Cena            | 3 oktober 2010   | 21 november 2010 | Vergezelde de groep door een overeenkomst, voor het verliezen van een match op Hell in a Cell tegen Wade Barrett. Werd op Survivor Series ontslagen uit The Nexus na Randy Orton hulp te hebben verleend om Barrett te verslaan. |
| Michael McGillicutty | 25 oktober 2010  | 1 augustus 2011  | Een van de laatste twee leden van The Nexus |
| Husky Harris         | 25 oktober 2010  | 31 januari 2011  | Teruggestuurd naar FCW om een nieuwe gimmick te ontwikkelen na een trap van Randy Orton |
| CM Punk              | 27 december 2010 | 17 juli 2011     | Werd de nieuwe leider van The Nexus na Wade Barrett ten val te hebben gebracht en hernoemde de groep, maar verliet al snel de groep nadat zijn WWE-contract was afgelopen.                                                       |
| Mason Ryan           | 17 januari 2011  | 27 juni 2011     | Verliet de groep wegens een blessure |

## In het worstelen
- Entree thema's
  - "We Are One" van 12 Stones (7 juni 2010 - 10 januari 2011)
  - "This Fire Burns" van Killswitch Engage (17 januari 2011 - 17 juli 2011) - CM Punk & Mason Ryan single
  - "Death Blow" van VideoHelper Music (21 juli 2011) - Skip Sheffields single
  - "Power" van S-Preme (28 juli 2011 - 1 augustus 2011) Otunga & McGillicutty's single

## Prestaties
- Pro Wrestling Illustrated
  - PWI Feud of the Year (2010) vs. WWE
  - PWI Most Hated Wrestler of the Year (2010)
  - PWI Rookie of the Year (2010) David Otunga
- World Wrestling Entertainment/WWE
  - NXT (seizoen 1) - Wade Barrett
  - WWE Championship (1 keer) - CM Punk
  - WWE Tag Team Championship (3 keer); John Cena & David Otunga (1x), Justin Gabriel & Heath Slater (1x) en David Otunga & Michael McGillicutty (1x)
  - Slammy Award
    - "Shocker of the Year" (2010)